# José Antonio Santaella
José Antonio Santaella Cuenca (Córdoba, 27 de agosto de 1987) es un entrenador de baloncesto español que actualmente dirige a las Panteras de Aguascalientes de la Liga Nacional de Baloncesto Profesional de México.

## Trayectoria
Es licenciado en Educación Física y entrenador superior de baloncesto que jugó en las categorías inferiores del Cajasur Córdoba. Tras haber sido ayudante en categorías inferiores, en 2010 empezó su carrera deportiva como entrenador dirigiendo al equipo júnior femenino de ADEBA y al conjunto alevín masculino del colegio Maristas de Córdoba.
En la temporada 2011-12, se convierte en entrenador del ADEBA, equipo de Primera Nacional Femenina, hasta que en noviembre de 2011, firma como entrenador asistente de Pedro Calles en el Club Baloncesto Plasencia de la Liga LEB Plata.
En la temporada 2012-13, dirige al CP Peñarroya de la Primera Nacional Masculina.
En la temporada 2013-14, firma como entrenador asistente de Pablo Melo en el Club Baloncesto Gran Canaria II de la Liga EBA.
Tras trabajar en las categorías inferiores del club Addipacor de Córdoba y en el ADEBA, en la temporada 2016-17 dirige al Smurfit Kappa BBall Córdoba de la Primera Nacional Masculina.
En la temporada 2018-19, firma como entrenador asistente de Jesús Lázaro en el Cordobasket de la Liga EBA.
En junio de 2021, firma por Abejas de León de la Liga Nacional de Baloncesto Profesional de México, siendo técnico asistente de Pablo García.
El 24 de enero de 2022, regresa a España para dirigir al CP Peñarroya de la Liga EBA, tras la destitución de Pablo Orozco. Pese a no poder mantener la categoría, en la temporada 2022-23 dirigiría al CP Peñarroya en la Primera Nacional Masculina.
El 7 de marzo de 2023, se convierte en entrenador del CB Morón de la Liga LEB Plata, tras la destitución de Antonio López.
El 19 de mayo de 2024, logra el ascenso a la Liga LEB Oro al superar en la eliminatoria al Club Bàsquet Sant Antoni.
El 24 de enero de 2025, se hace oficial su no continuidad al frente del banquillo del conjunto andaluz.
El 5 de abril de 2025 es anunciado como en entrenador en jefe de las Panteras de Aguascalientes Femenil de la 
Liga Nacional de Baloncesto Profesional Femenil de México. 
El 19 de julio de 2025 es anunciado como en entrenador en jefe de las Panteras de Aguascalientes de la 
Liga Nacional de Baloncesto Profesional de México. 

## Clubs
- 2011: ADEBA. Primera Nacional Femenina
- 2011-12: Club Baloncesto Plasencia. Liga LEB Plata Entrenador asistente.
- 2012-13: CP Peñarroya. Primera Nacional Masculina
- 2013-14: Club Baloncesto Gran Canaria II. Liga EBA. Entrenador asistente.
- 2016-17: Smurfit Kappa BBall Córdoba. Primera Nacional Masculina
- 2018-19: Cordobasket. Liga EBA. Entrenador asistente
- 2021: Abejas de León. LNBP México. Entrenador asistente.
- 2022-2023: CP Peñarroya. Liga EBA
- 2023-2025: CB Morón. Liga LEB Plata/Liga LEB Oro
- 2025-Act.: Panteras de Aguascalientes Femenil. LNBPF México - Campeón (2025)
- 2025-Act.: Panteras de Aguascalientes. LNBP México